# Eric Van Lustbader
Eric Van Lustbader (geboren am 24. Dezember 1946 in New York City) ist ein amerikanischer Fantasy-, Science-Fiction- und Thrillerautor.

## Leben
Nach seinem Studium der Soziologie an der Columbia University arbeitete er in der Musikbranche und als Lehrer.
1977 veröffentlichte er den ersten Band seiner Sunset-Warrior-Fantasy-Trilogie. Es folgten weitere Serien und Einzelromane, darunter zahlreiche Bestseller, insbesondere der Zyklus mit dem Protagonisten Nicholas Linnear, beginnend mit The Ninja (1980).
Seit 2004 fungiert Lustbader als Ghostwriter für den 2001 verstorbenen Robert Ludlum und setzt die erfolgreiche Bourne-Reihe fort, basierend auf unveröffentlichtem Material Ludlums.
Seine erste Fortsetzung der Bourne-Reihe mit dem Titel Das Bourne Vermächtnis wurde 2012 unter dem gleichen Titel verfilmt. Die Regie übernahm Tony Gilroy, der basierend auf der literarischen Vorlage auch das Drehbuch verfasste.
Lustbader lebt mit seiner Frau Victoria auf Long Island.

## Bibliografie

### Serien
Die Serien sind nach dem Erscheinungsjahr des ersten Teils geordnet.
Der Sonnenuntergangs-Krieger / Sunset Warrior
- Sunset Warrior (1977)
  - Deutsch: Krieger der Abendsonne / Ronin. Heyne, 1981, ISBN 3-453-02572-5.
- Shallows Of Night (1977)
  - Deutsch: Der dunkle Weg / Dolman. Heyne, 1981, ISBN 3-453-02945-3.
- Dai-San (1978)
  - Deutsch: Dai-San. Heyne, 1981, ISBN 3-453-03706-5.
- Beneath An Opal Moon (1980)
  - Deutsch: Moichi. Heyne, 1990, ISBN 3-453-04179-8.
- Dragons Of The Sea Of Night (1997)
  - Deutsch: Drachensee. Heyne, 1998, ISBN 3-453-13160-6.

Nicholas Linnear
- The Ninja (1980)
  - Deutsch: Der Ninja. Heyne, 1980, ISBN 3-453-01943-1.
- The Miko (1984)
  - Deutsch: Die Miko. Heyne, 1986, ISBN 3-453-00770-0.
- White Ninja (1990)
  - Deutsch: Der weiße Ninja. Heyne, 1990, ISBN 3-453-06147-0.
- The Kaisho (1993)
  - Deutsch: Der Kaisho. Heyne, 1994, ISBN 3-453-07534-X.
- Floating City (1994)
  - Deutsch: Okami. Heyne, 1995, ISBN 3-453-08282-6.
- Second Skin (1995)
  - Deutsch: Schwarzer Clan. Heyne, 1996, ISBN 3-453-09311-9.

China Maroc
- Jian (1985)
  - Deutsch: Jian. Heyne, 1987, ISBN 3-453-03302-7.
- Shan (1986)
  - Deutsch: Shan. Heyne, 1987, ISBN 3-453-04572-6.

Kundala-Saga
- The Ring Of Five Dragons (2001)
  - Deutsch: Der Ring der Drachen. Heyne, 2002, ISBN 3-453-72058-X.
- The Veil Of One Thousand Tears (2002)
  - Deutsch: Das Tor der Tränen. Heyne, 2004, ISBN 3-453-87618-0.
- The Cage of Nine Banestones / Mistress of the Pearl (2003)
  - Deutsch: Der dunkle Orden. Heyne, 2005, ISBN 3-453-40020-8.

Jason Bourne
- The Bourne Legacy (2004)
  - Deutsch: Das Bourne Vermächtnis. Heyne, 2004.
- The Bourne Betrayal (2007)
  - Deutsch: Der Bourne Betrug. Heyne, 2007.
- The Bourne Sanction (2008)
  - Deutsch: Das Bourne Attentat. Heyne, 2008.
- The Bourne Deception (2009)
  - Deutsch: Die Bourne Intrige. Heyne, 2009.
- The Bourne Objective (2010)
  - Deutsch: Das Bourne Duell. Heyne, 2012.
- The Bourne Dominion (2011)
  - Deutsch: Der Bourne Befehl. Heyne, 2012.
- The Bourne Imperative (2012)
  - Deutsch: Der Bourne Verrat. Heyne, 2014.
- The Bourne Retribution (2013)
  - Deutsch: Die Bourne-Vergeltung. Heyne, 2015, ISBN 978-3-453-26931-6.
- The Bourne Ascendancy (2014)
  - Deutsch: Die Bourne-Herrschaft. Heyne, 2016, ISBN 978-3-453-41973-5.
- The Bourne Enigma (2016)
  - Deutsch: Das Bourne-Enigma. Heyne, 2018, ISBN 978-3-453-27091-6.
- The Bourne Initiative (2017)
  - Deutsch: Die Bourne-Initiative. Heyne, 2019, ISBN 978-3-453-43886-6.
- The Bourne Nemesis (2019)

Evan Ryder
- The Nemesis Manifesto. Forge, 2020, ISBN 978-1-250-75117-1
  - Deutsch: Das Nemesis-Manifest, dt. von Barbara Ostrop. Ullstein, Berlin 2022, ISBN 978-3-548-06462-8

### Einzelromane
- Sirens (1981)
  - Deutsch: Teuflischer Engel. Heyne, 1986, ISBN 3-453-18523-4.
- Black Heart (1983)
  - Deutsch: Schwarzes Herz. Heyne, 1983, ISBN 3-453-02109-6.
- Zero (1987)
  - Deutsch: Zero. Heyne, 1988, ISBN 3-453-20636-3.
- French Kiss (1989)
  - Deutsch: French Kiss. Heyne, 1989, ISBN 3-453-05662-0.
- Angel Eyes (1990)
  - Deutsch: Schwarze Augen. Heyne, 1992, ISBN 3-453-06418-6.
- Black Blade (1992)
  - Deutsch: Schwarzes Schwert. Heyne, 1993, ISBN 3-453-08946-4.
- Dark Homecoming (1996)
  - Deutsch: Schwarze Heimkehr. Heyne, 1997, ISBN 3-453-10851-5.
- Pale Saint (1998)
  - Deutsch: Weißer Engel. Heyne, 1999, ISBN 3-453-87106-5.
- Art Kills, 2002
- The Bravo Testament (2006)
  - Deutsch: Testamentum. Heyne, 2007, ISBN 3-453-43234-7.